# 美濃電気軌道セミボ510形電車
美濃電気軌道セミボ510形電車（みのでんききどうセミボ510がたでんしゃ）は、美濃電気軌道（美濃電）が1926年に新製した半鋼製四軸ボギー車。
その後身会社である名古屋鉄道に引き継がれ、1941年（昭和16年）の形式称号改訂で「セミボ」から「モ」に変更され、モ510形と改称された。度重なる改造を受けながら21世紀初頭まで営業運転に充てられていた。最期まで戸袋窓が楕円形状、いわゆる「丸窓」であったことが特徴で、「丸窓」「丸窓電車」の愛称で親しまれた。
なお、本項では本形式の類似車両で、共通して使用されていたBD505形（後のモ520形）についても併せて記述する。

## 概要
美濃電初の半鋼製車体を採用した四軸ボギー車で、セミボ511 - 515の5両が1926年（大正15年）夏に日本車輌製造で新製された。車種記号の「セミボ」は「セミスチール・ボギー」の略である。
美濃電はもともと岐阜市内の路面電車からスタートし、それに接続する専用軌道の鉄道線を建設したネットワークを構成していた。それはアメリカにおいて1900年代から1920年代に盛んだった「インターアーバン」と言われる路線形態に模範を取ったものであった。そういったことから、本形式は製造元の日本車輛がカタログに「郊外用トシテ市内乗入兼用ニ設計シタル車輛」「郊外用（市内乗入兼用）」と記載しているように、市内・郊外直通を行うことを想定して設計され、併用軌道区間での運用を持つ車両でありながら、高速電車規格の台車を履いた高床構造車であった。

### 車両概要

#### 車体

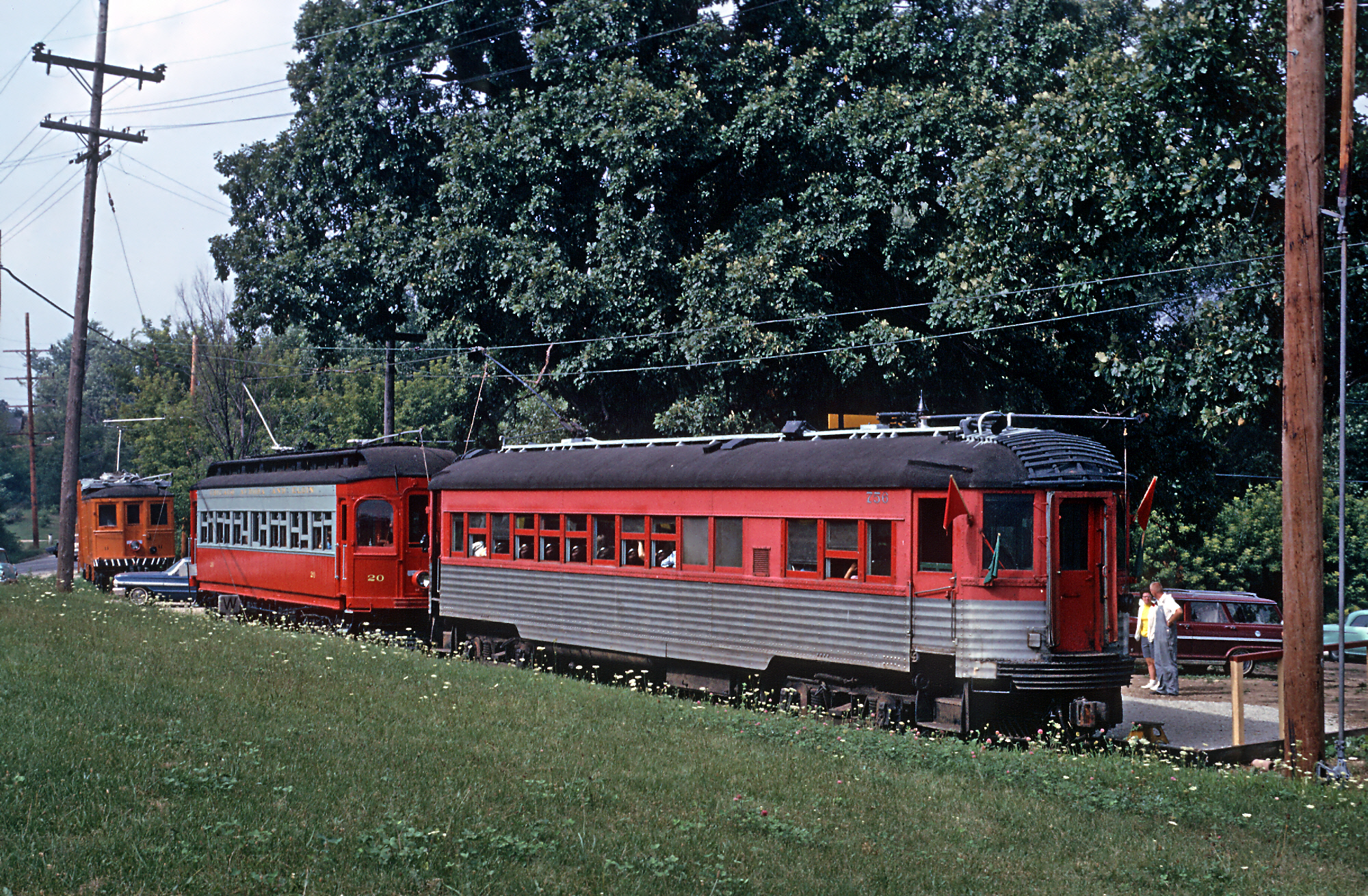
当時のアメリカのインターアーバン電車の例
シカゴのノースショアー線（右）とオーロラ・エルジン線（中央）のもの、動態保存車

アメリカの電車の影響で大正時代を通じて日本の鉄道界で流行していた、正面形状を半円筒型の5枚窓とする半流線型車体を持つ。このデザインは、先行して1923年（大正12年）に美濃電が新製した木造ボギー車BD505形505 - 510におおむね準拠したものである。ただし、正面窓および側窓の上下寸法が拡大され、台枠部の外板裾も下げられたことにより、台枠が露出して腰高な印象を受けるBD505形と比較すると安定感のある外観となった。窓の構造もBD505形の一段窓に対しセミボ510形では二段窓と異なっている。客用扉は車体両端に2ヶ所設けられ、戸袋窓は当時製造された電車で時折見られた楕円形で、正面形状ともども両形式のデザイン上の特徴となっていた。窓配置はBD505形がDe22222eD（D：客用扉, e：楕円形戸袋窓）、セミボ510形がDe10eDである。車内はいずれもロングシート仕様であった。
正面窓の上向かって右側には方向幕窓が装備されていた。灯火類は前照灯は前面窓下に1基を備え、未使用時は取り外しができるようになっていたほか、向かって左側に尾灯を1灯装備していた。

#### 主要機器
両形式とも主要機器はデッカーシステムの系譜に属するイングリッシュ・エレクトリック（E.E.）社製のものを搭載し、制御方式は直接制御であった。主電動機はE.E.社製DK60型を搭載する。出力は44.8kWで、1両当たり2個搭載という控えめな仕様であり、高速運転に適した性能を持った車両とは言い難いものであった。台車はBD505形がJ.G.ブリル社製27MCB-1型、セミボ510形は同台車の国内デッドコピー製品である日本車輌製造製27MCB1型釣り合い梁式台車をそれぞれ装備していた。

## その後の経緯

### 美濃町線への転属

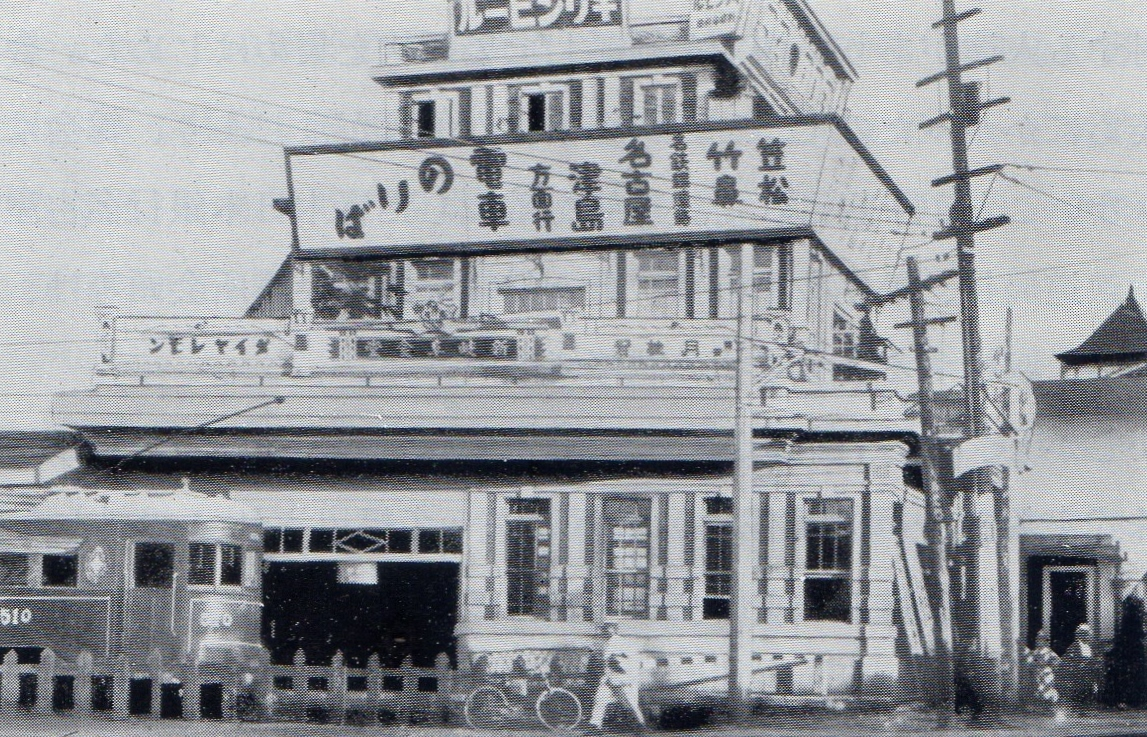
新岐阜駅に停車中のBD505形510（後のモ520形526）

当初はBD500形等とともに鉄道線の笠松線で運用されたが、美濃電が1930年（昭和5年）に名岐鉄道へ吸収合併された後、両形式とも軌道線の美濃町線へ転属した。その後名岐鉄道と愛知電気鉄道が合併し、名古屋鉄道（名鉄）が成立した後も長らく美濃町線系統の主力形式として運用された。集電装置は当初トロリーポールであったが、戦後にビューゲルに換装されている。
なお、BD505形は1941年の形式称号改訂時にモ520形521 - 526と改称・改番された後、1964年（昭和39年）から翌1965年（昭和40年）にかけて外側に鋼板を張っての簡易半鋼車化と窓のアルミサッシ化を施工し、いわゆる「偽スチール車」となっている。なおこの車両にもセミボ510形と同様の丸窓が戸袋窓にあったが、戦中・戦後の物資不足時代に板で塞がれ、後に通常形状の戸袋窓へ改められた。前照灯は前面窓下に1基を備えていたが、後にセミボ510形に合わせて前面屋根部に移設されている。

### 揖斐線 - 岐阜市内線直通列車への転用

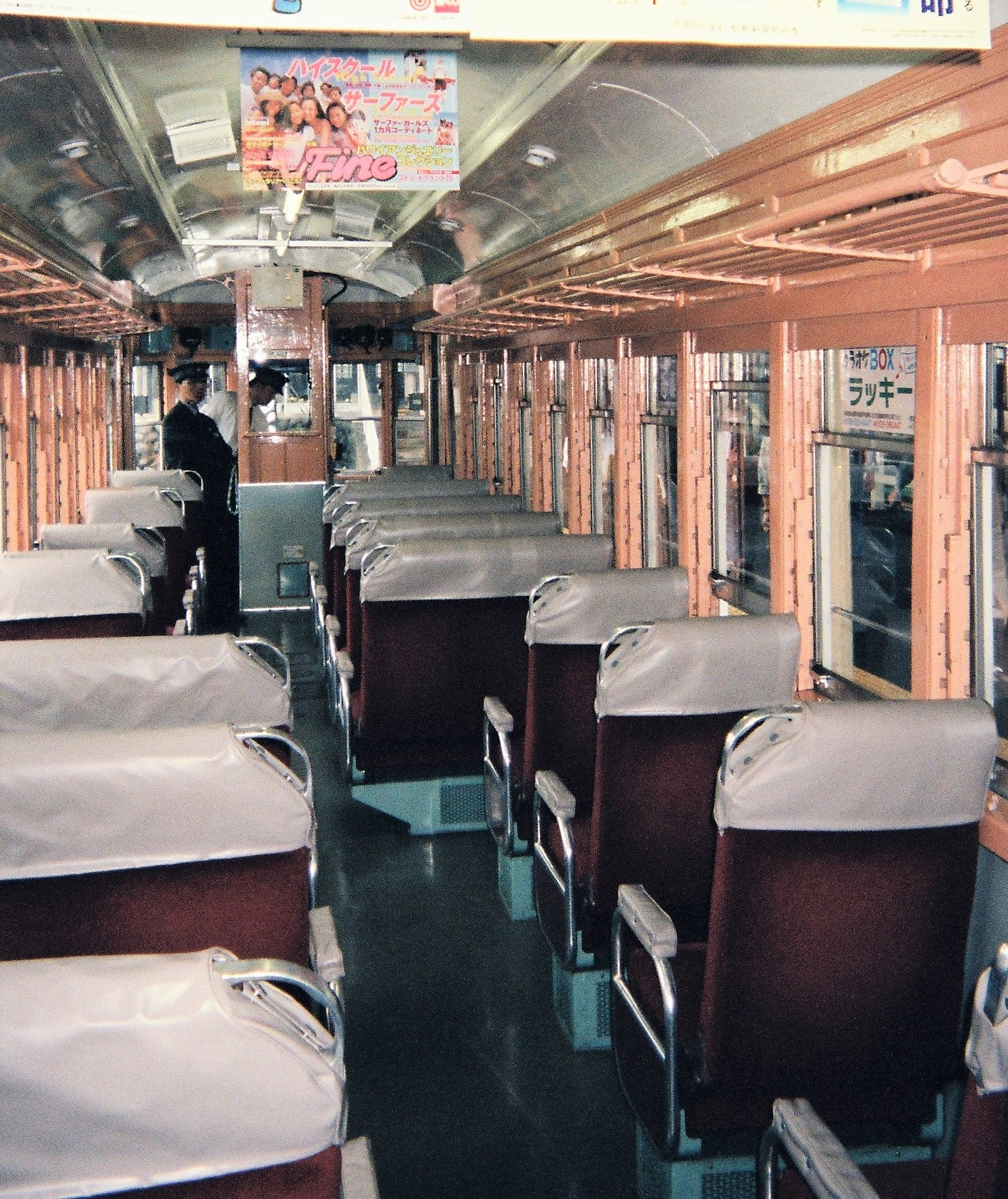
モ510形514の車内

1967年（昭和42年）に岐阜市内線と揖斐線との直通運転が開始されるに当たり、両形式はこの時点でも車齢40年を超える古典車でありながら同列車用車両として転用されることとなった。これは鉄道線規格に合致する高床構造、かつ併用軌道区間を走行可能な車両ということでの抜擢だった。運用開始に際しては1967年（昭和42年）から翌1968年（昭和43年）にかけて、モ510形全車とモ520形522 - 526を対象に以下の改造が施工されている。
- 従来の下半分緑/上半分クリームという、当時の軌道線車両標準塗装から、スカーレットと白のツートンカラーに塗装を変更[4]。
- 車内は座席を転換クロスシート化。車体幅の関係から通路幅を確保するため、同時期に本線系統に投入された3780系で採用した、2人掛けシートと1人掛けシートを組み合わせる手法を用いた[3]。シート配置は車内中央を境に2人掛けシートと1人掛けシートが点対称になっている[注 6]。
- 自動折り畳み式の客用扉ステップ新設[3]
- 集電装置のパンタグラフ化[注 7]
- 制動装置をSM-3直通空気ブレーキからSME非常弁付直通空気ブレーキに改造
- 正面に密着自動連結器を新設

また直通運転に際しては2両編成での運行が基本とされたが、モ510形のみ総括制御化改造を施工し、モ520形については制御方式に手を加えずモ510形との併結時は制御車（ク）代用として使用することとなった。そのため、モ510形については揖斐線内での高速性能と付随車牽引力を確保するため、主電動機を他形式から転用した東洋電機製造製TDK-516-A直流直巻電動機の4基搭載とし、制御器も廃車発生品のアメリカ・ウェスティングハウス・エレクトリック (WH) 製の電磁単位スイッチ式手動加速制御（HL）・HL-480F型に交換した。主電動機の換装により1両あたりの出力は44.8kW×2＝89.6kWから63.5kW×4＝254kWと大幅に強化され、サイズの割には強力駿足な電車となった。
一方モ520形は従来の電装品はそのままに、新たに本揖斐向き運転台にのみHL制御用マスコンを増設し、単独走行可能ながらモ510形との併結時は事実上片運転台の制御車（ク）として使用された。
直通運転開始当初は、揖斐線内では2両編成で運行し、忠節駅で両車の連結を解除して岐阜市内線内ではモ510形・モ520形それぞれが単行運転を行う形態が採られたが、1975年（昭和50年）9月より常時2両編成のまま市内線へ直通するようになり、以降モ520形が単独で走行する機会はほぼなくなった。
なお、この改造の対象から外れたモ521は1969年（昭和44年）12月に廃車となっている。

### 各種改造等

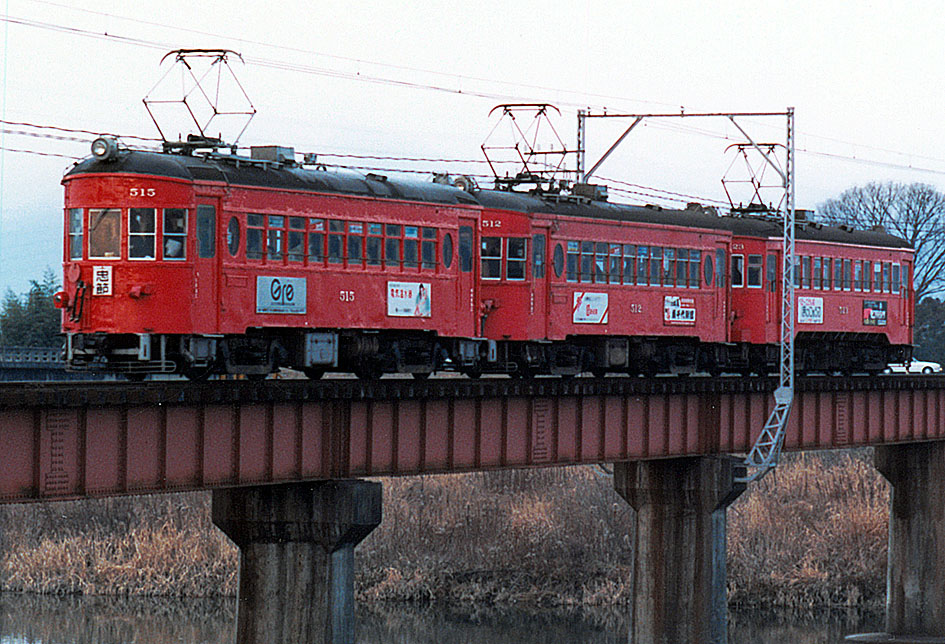
モ510形515+512+モ520形523（1988年頃）

1972年（昭和47年）から1979年（昭和53年）にかけて、以下の改造が追加で施工されている。
- 車体塗装のスカーレット一色化[注 10]
- 車内放送装置新設
- 客用扉の自動化[注 11]および鋼製扉化
- 正面窓のアルミサッシ化（モ510形のみ）
- ワイパーの自動化
- 前照灯のシールドビーム化

後年にはモ510形の側窓をアルミサッシ化し、モ512のみ戸袋窓（丸窓）のHゴム固定化も施工された。
名鉄における架線電圧600Vの支線区には旧型車が多く充当されていたこともあり、両形式もまた長らく直通運転の主力形式であり続けた。繁華街の柳ヶ瀬界隈の狭い路上を古風な電車の2両編成が通り抜ける様は、岐阜市内における名物の一つであった。また、揖斐線内における急行運転においては、高経年の軌道線用車両としては異例の高速運転が常時行われ、最高速度65km/hで快走した。

### 晩年
しかし、1980年代後半に至り、優等列車用車両ながら冷房設備のない両形式は時流から取り残された存在となりつつあった。またモ520形に至っては木造車の外側に鋼板を張っただけの簡易半鋼車であり、老朽化の進行が著しかったことから、1987年（昭和62年）に新製されたモ770形に代替される形で、1988年（昭和63年）までにモ510形511・515とモ520形全車が廃車となった。
しかし、モ512 - 514の3両についてはその後も動態保存的に残存し、この3両で適宜編成を組んで運用された。同年モ510形は鉄道友の会からエバーグリーン賞を受賞し、それを期に車体塗装を直通運転開始当初のスカーレットと白のツートンカラーに復元されている。その後1997年（平成9年）にモ780形が新製されたことにより、モ510形は定期運用を失い、以降は全車予備車扱いとなった。
2000年（平成12年）にはモ512が廃車となった。残るモ513・514は第一線からは外れたものの、他車両の検査に伴う代走や団体専用列車・臨時列車用として在籍した。2001年（平成14年）にモ750形が全廃された後は、本形式は名鉄600V線における唯一の非冷房車・ワンマン運転非対応車となった。車齢が77年に達した2004年（平成16年）には市ノ坪駅・岐阜工場構内で2両の喜寿を祝うイベントが開催されている。また、晩年はその経年の高さが災いして各種部品の確保が難しくなったことから、名鉄では当時の設計図を元に予備部品を内製し、可動状態を確保していた。
1926年（大正15年）に新製されて以来、岐阜周辺で実に80年近くにわたって現役を続け、極めて長命を保ったモ510形であったが、2005年（平成17年）3月31日の岐阜600V線区の全廃に伴い、同日付で2両とも除籍され、形式消滅となった。

## 保存車・その他
モ510形・520形の両形式はその特徴ある形態や手頃な大きさが買われ、比較的多数の車両が静態保存もしくは他用途へ転用された。特にモ510形は2019年時点でも5両中3両が保存され、これとは別に1両が車体のみ現存している。
モ510形
- モ512：2000年（平成12年）に旧美濃駅へ搬入、モ590形593・モ600形601・モ870形876（カットボディ）とともに静態保存。なお、車内の座席はすべて撤去されている。
- モ513：2006年（平成18年）6月より金（こがね）公園（岐阜市）で静態保存されていたが、2019年（令和元年）11月16日、岐阜駅前北口駅前広場の完成10周年記念イベントの一環として復元作業の上移設[7]。
- モ514：2006年（平成18年）3月19日に旧谷汲駅へ搬入、モ750形755とともに静態保存。
- モ515：「オールドスパゲティファクトリー名古屋店」（名古屋市南区）店内に展示保存[注 17]。車内で食事をすることも可能。参考:

モ520形
- モ522：「オールドスパゲティファクトリー川越店」（埼玉県川越市）店内に展示保存[注 17]。車内で食事をすることも可能であったが、2009年1月に閉店、2010年5月に店舗と共に解体された模様。参考:

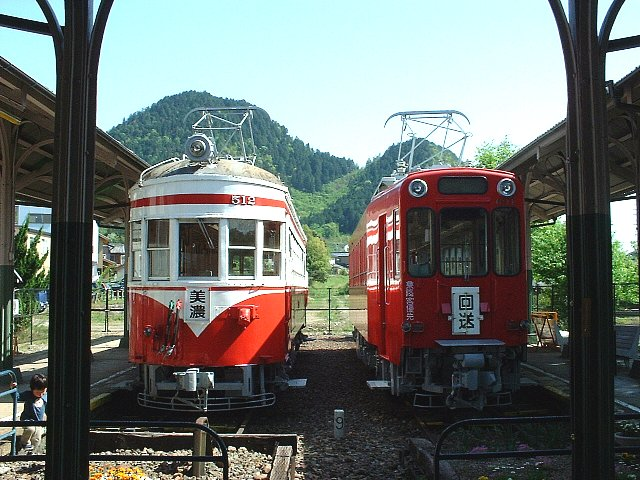
旧美濃駅跡に静態保存されているモ510形512（左）とモ600形601
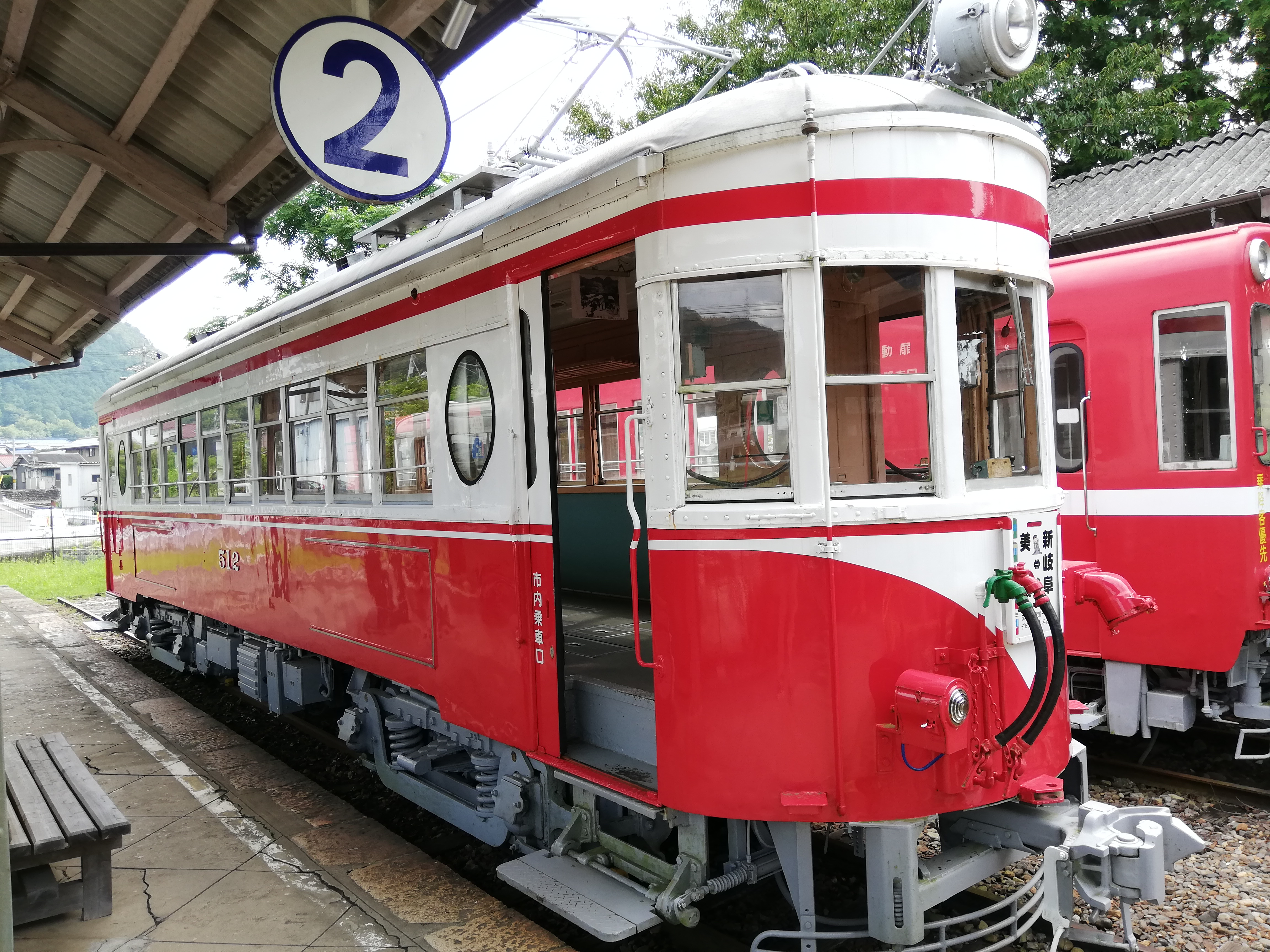
旧美濃駅跡に静態保存されている512号車
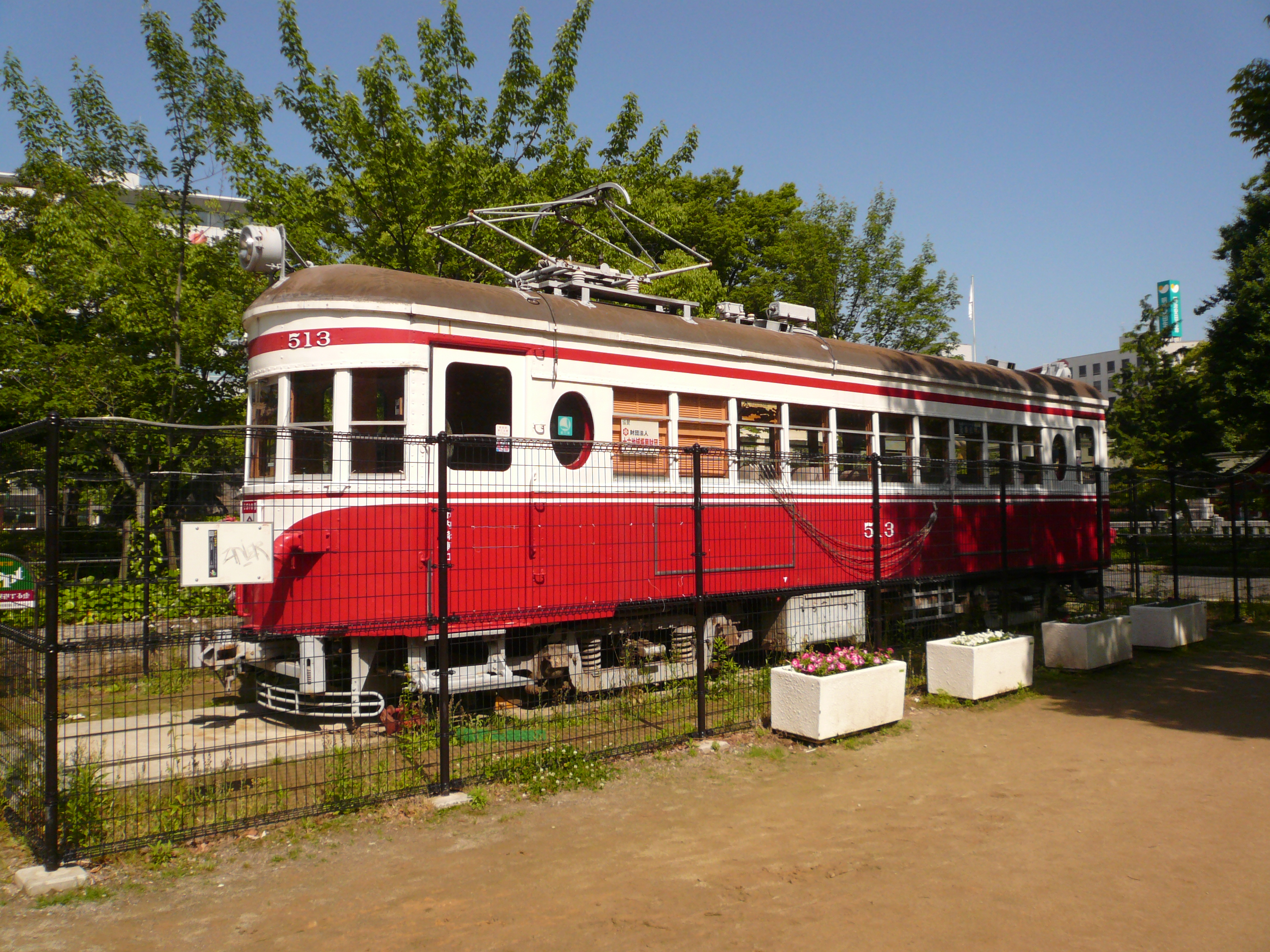
金公園に静態保存されていたモ510形513
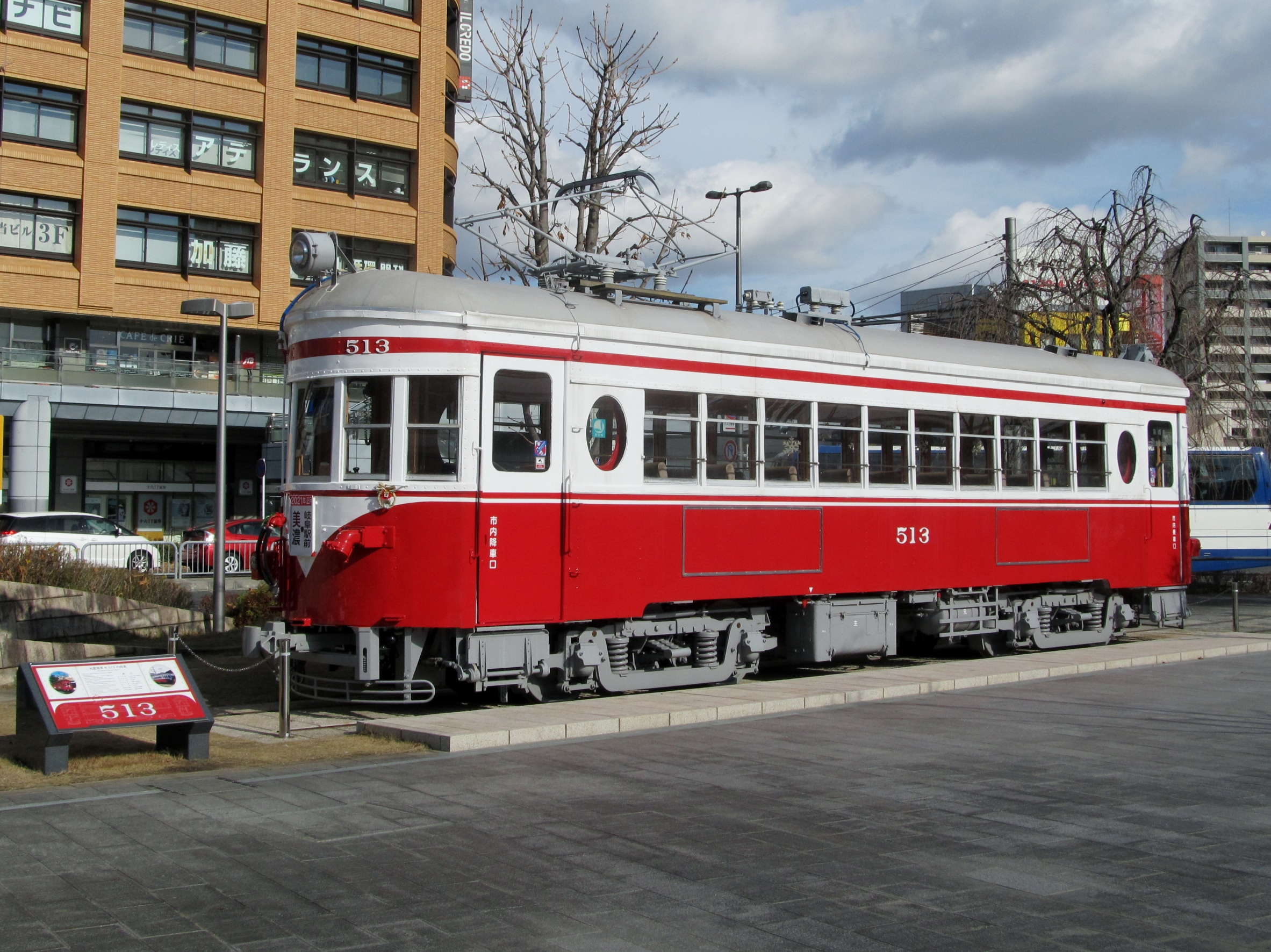
岐阜駅前北口駅前広場に移設されたモ510形513
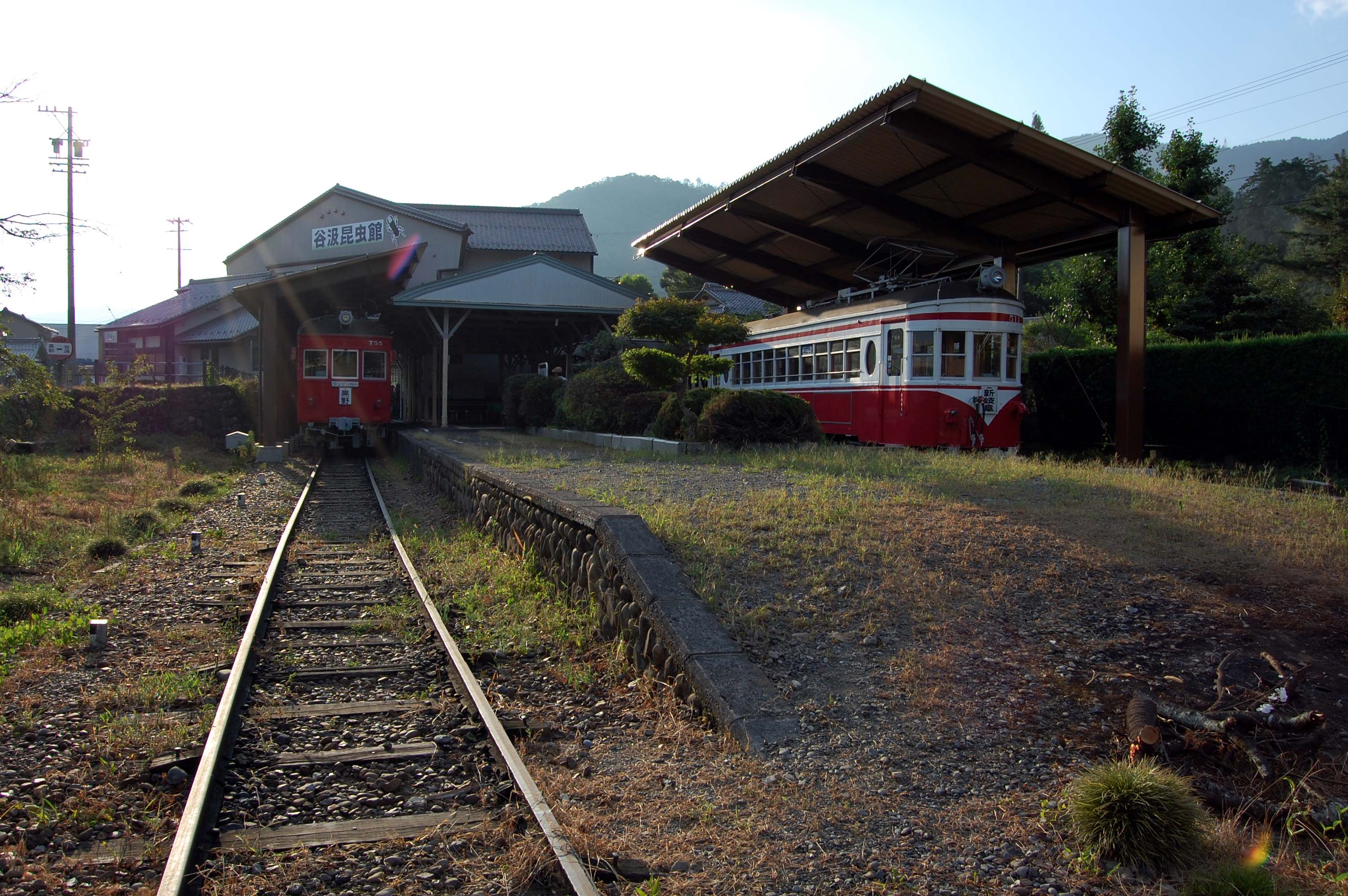
旧谷汲駅跡に静態保存されているモ510形514（右）とモ750形755
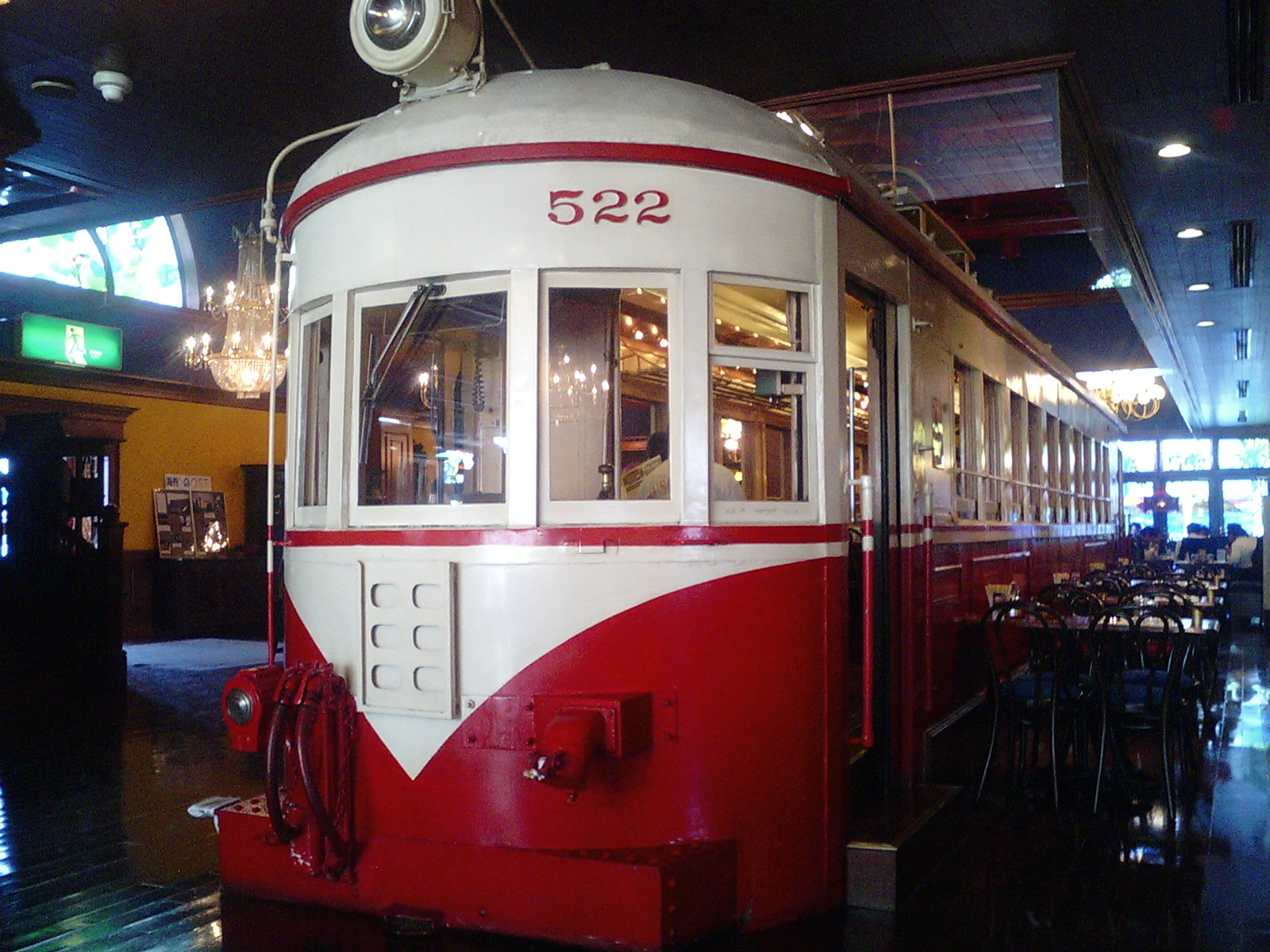
オールドスパゲティファクトリー川越店に保存されていた当時のモ520形522

また、モ520形3両が静岡県静岡市富厚里（現在の静岡市葵区富厚里）に存在した巨大迷路「アドベンチャーフォート静岡」に保存されていた。同所閉鎖に伴い、経営母体である望月巌商店が経営する焼肉店に移動、1両を除いてカットボディとなり店舗の看板及び施設とされたが、後にこれらも店舗の改築に際して全て撤去され、現存しない。
揖斐川町が運行する「谷汲山参道らくらくバス」の外装デザインはモ510形をモチーフとしたものである。
谷汲駅に保存されている514号に関しては、2016年に保存に取り組むボランティア団体「庭箱鉄道」によって修繕を呼びかけるクラウドファンディングが行われ、赤単色への復元が計画されたが、目標額に達せず実現されていない。

## 主要諸元
モ510形：1967年 - 廃車まで
- 製造初年：1926年
- 全長：13308mm
- 全幅：2203mm
- 全高：4006mm
- 自重：18.2t
- 車体構造：半鋼製
- 定員：74人（座席27人）
- 制御方式：単位スイッチ式 HL480-F
- 出力・駆動方式：63.4kW×4、吊り掛け駆動方式
- 台車：27MCB-1
- 制動装置：SME 直通ブレーキ